# Moviment d'Alliberament Assiri
Moviment d'Alliberament Assiri és una organització política assíria basada a Chicago als Estats Units, amb poca presència real als territoris assiris. No consta la data de la seva fundació però existia encara el 2010.

## Bandera
La seva bandera és similar l'adoptada pel congrés assiri de 1972, però amb una inscripció en siríac/arameu que suposadament és el nom del grup, sobre i sota de l'emblema central (dins un cercle). Encara que a la imatge publicada el color al pal apareix com a verd-turquesa fosc, el color correcte seria blau doncs el verd és un color inadequat en una bandera assíria.